# فروغ-7

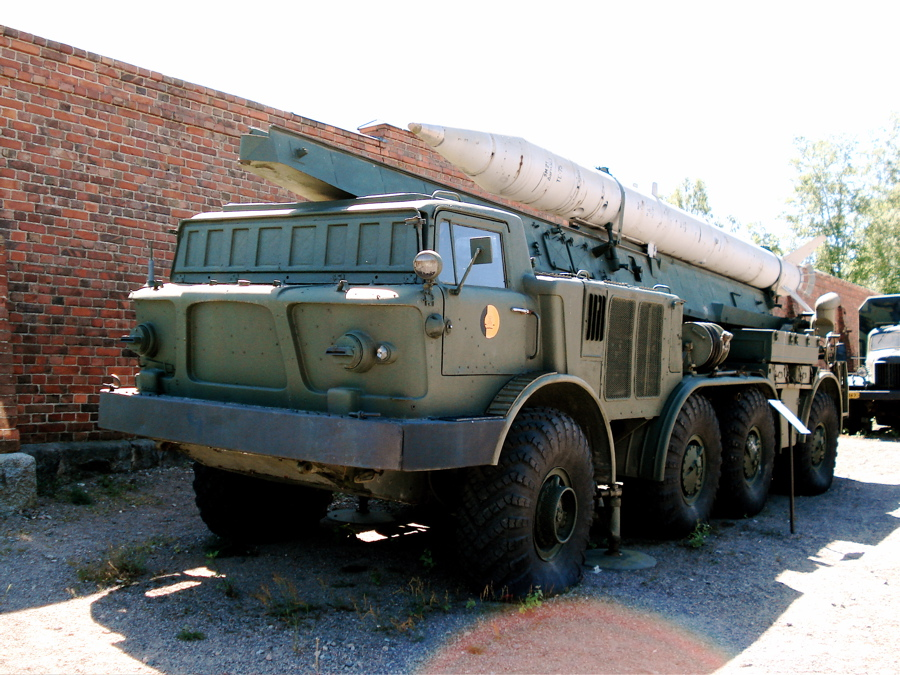
فروغ-7بي (لوانا إم)

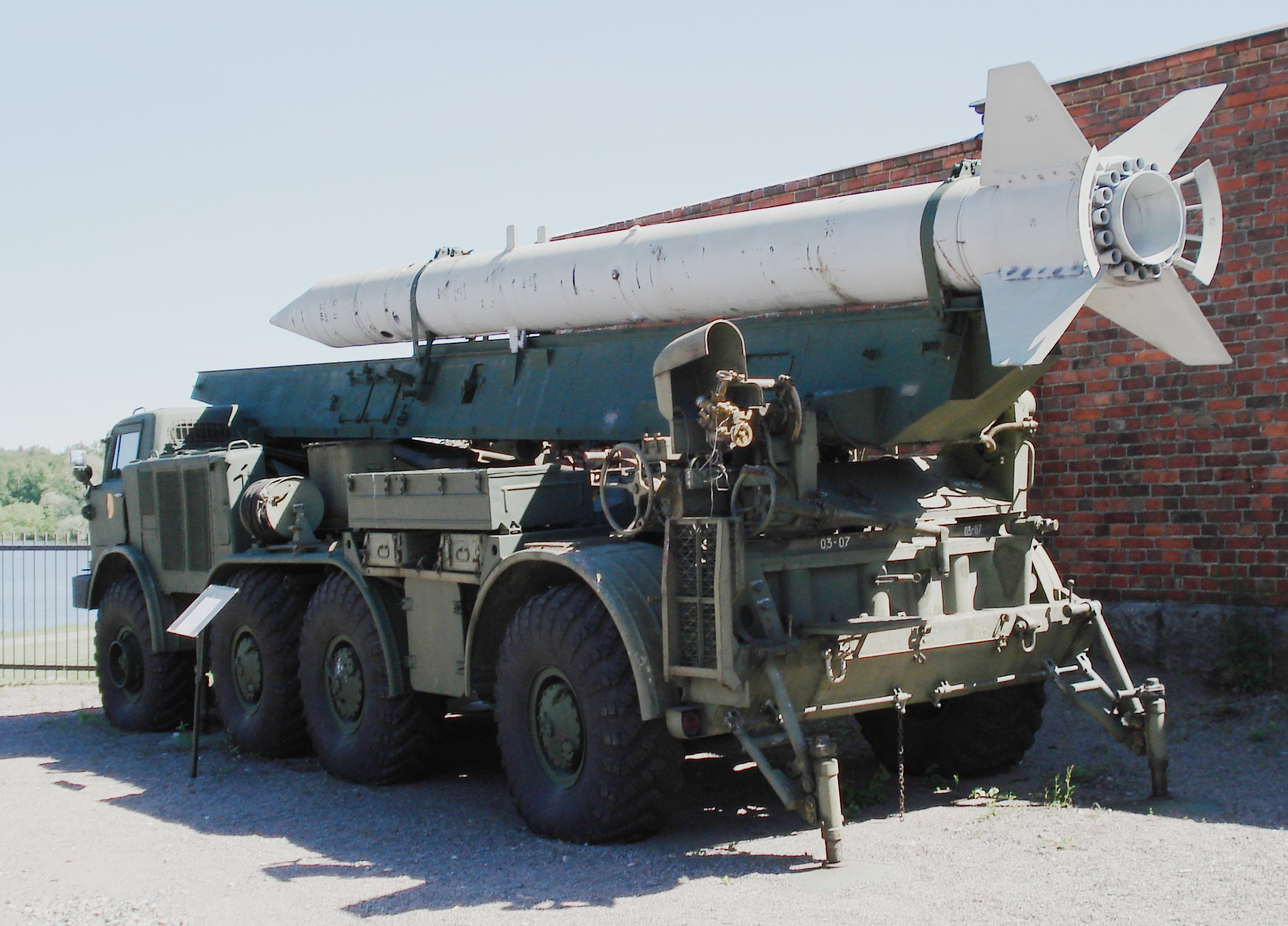
فروغ-7بي (لوانا إم)

فروغ-7 (لقب تعريف الناتو: FROG-7) أو لوانا (بالروسية: Луна) الفئة النهائية من سلسلة صواريخ فروغ السوفيتية القصيرة المدى، يبلغ مدى صاروخ فروغ بفئتيه أيه وبي حوالي 150 كم بنسبة خطأ دائري يتراوح ما بين 50 إلى 120 متر، الرأس الحربي يزن 750 كلغ من المواد الشديدة الانفجار أو مواد كيميائية أو نووية، دشن صاروخ فروغ-7 عام 1965 في الاتحاد السوفيتي صدر منه الكثير إلى دول حلف وارسو، بعد الحرب العراقية الإيرانية طورت العراق نسخة من صواريخ فروغ-7 حملت اسم ليث-90 بمدى يصل إلى 120 كم ورأس حربي يحمل ذخيرة عنقودية.

## الفئات

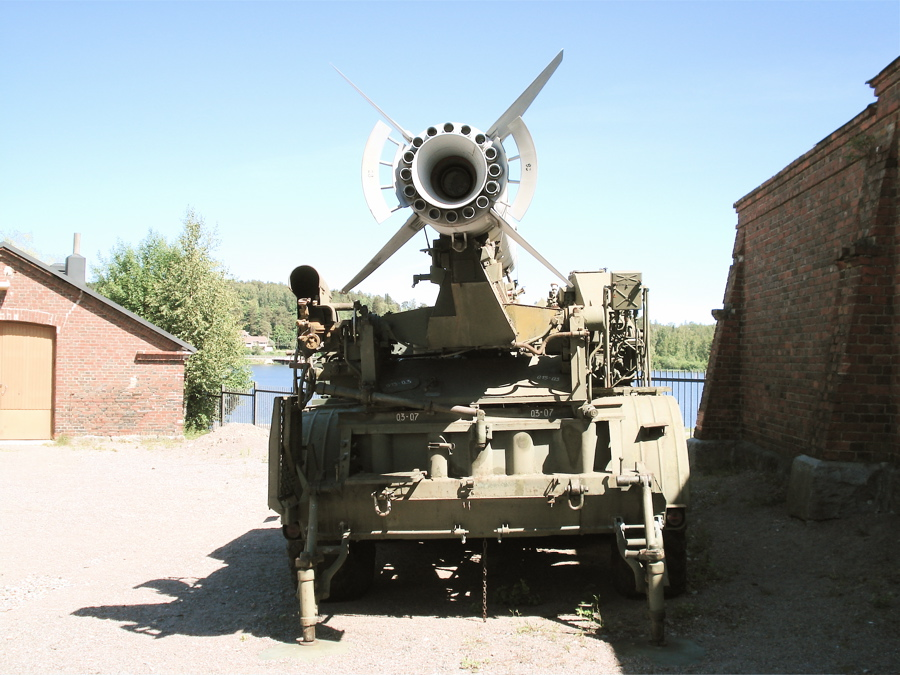
فروغ-7بي (لوانا إم)

Frog-7a
فئة مسلحة برأس حربي نووي يبلغ وزنه 500 كلغ.
Frog-7b
فئة ذات رأس حربي بزنة 490 كلغ.
ليث-90
نسخة عراقية مع مدى أطول (120 كم).

## مشغلون

### حاليا

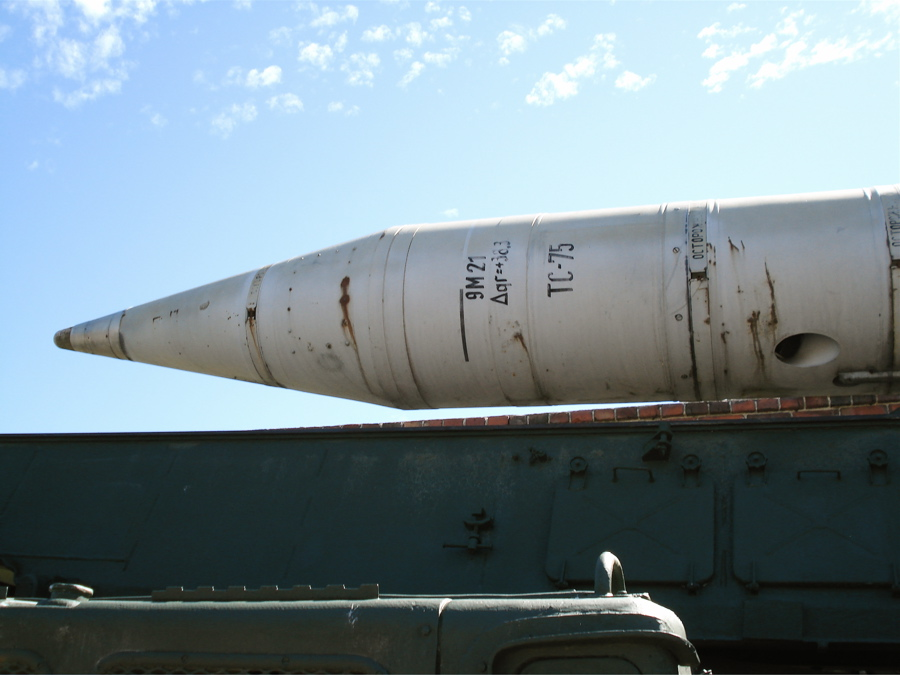
فروغ-7بي (لوانا إم)

بيلاروسيا
 كوبا
 مصر
 المجر
 كوريا الشمالية
 ليبيا
 رومانيا
 روسيا
 سلوفاكيا
 سوريا
 أوكرانيا
 اليمن

### سابقا

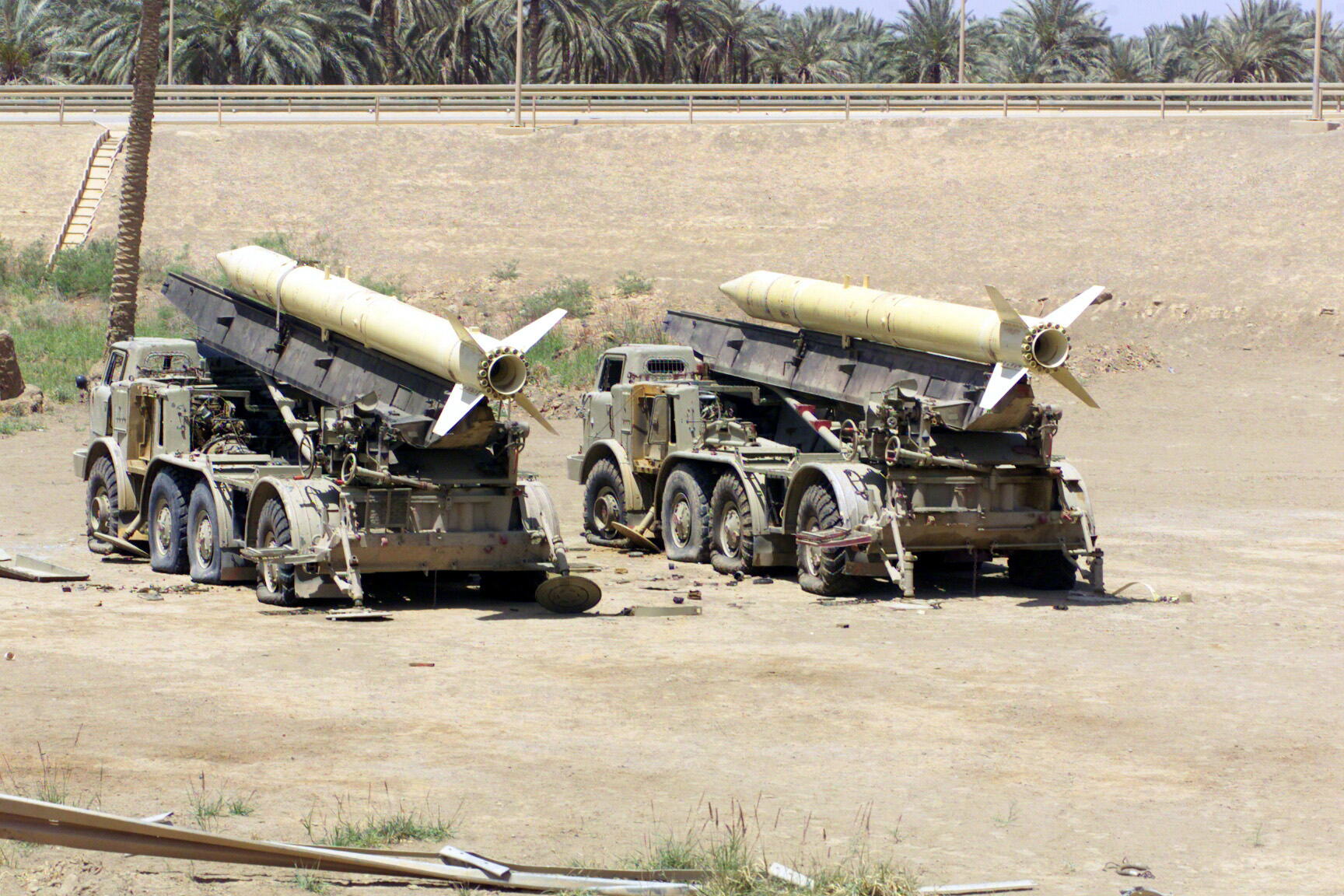
فروغ-7 في العراق 2003

العراق حوالي 200 صاروخ
 الجزائر أكثر من 750 صاروخ
 بلغاريا 40
 الكويت غير معروف
 بولندا 72
 South Yemen
 الاتحاد السوفيتي
 يوغوسلافيا

## خصائص
- الطول: 30 قدم (7A)
- القطر: 1.8 قدم
- الوزن: 2.5-2.8 طن
- المدى: 150,000 متر (83 إلى 85 ميل)
- الرأس الحربي: شديد الأنفجار، كيميائي